# Lynn Margulis
Lynn Margulis (Chicago, 5 marzo 1938 – Amherst, 22 novembre 2011) è stata una biologa statunitense.
Famosa per aver scoperto una modalità evolutiva delle specie diversa e complementare a quella postulata dal neodarwinismo, ovvero tramite cooperazione di specie: la Teoria endosimbiotica.

## Biografia
Lynn Margulis (il cui cognome da nubile era Alexander) nacque il 5 marzo 1938 a Chicago, nell'Illinois. Era la maggiore delle quattro figlie di Morris Alexander, avvocato e affarista di origini ebraico-polacche e proprietario della Permaline Corporation, ditta che produceva segnaletica stradale termoplastica, e Leone Wise, titolare di un'agenzia di viaggi. Da bambina, Lynn era una lettrice precoce e presto cominciò a scrivere diari, saggi e drammi che talvolta metteva in scena con gli amici.
Frequentò la Hyde Park Academy High School e a quattordici anni entrò all'università di Chicago con un progetto che consentiva ad alunni particolarmente dotati di iscriversi anticipatamente all'ateneo; nel 1955 ottenne il diploma di maturità e poi proseguì gli studi a livello universitario. Lynn fu stimolata dal programma scientifico dell'università, il quale prevedeva che gli studenti leggessero i classici della scienza, ed era affascinata dai quesiti fondamentali - e ancora irrisolti - riguardanti la riproduzione e l'ereditarietà.
Nel 1957, Lynn conseguì la laurea di primo grado. Nello stesso anno sposò Carl Sagan, uno studente di fisica che in seguito divenne un noto astronomo; la loro unione durò sei anni. Successivamente, Lynn si trasferì all'università del Wisconsin, dove ottenne la laurea di secondo grado in genetica e zoologia nel 1960. Nel 1963, ormai madre di due figli, completò l'iter accademico all'università della California di Berkeley e due anni dopo conseguì il diploma di dottorato. Nel 1965, due anni dopo il divorzio da Sagan, sposò il chimico Thomas Margulis. L'unione, da cui nacquero due figli, finì nel 1978.

### La teoria dell'endosimbiosi
Margulis cominciò a mostrarsi critica nei confronti della teoria dell'evoluzione negli anni di studio post laurea, quando iniziò a considerare con scetticismo la genetica di popolazione e, in particolare, i dogmi che circondavano la generalmente accettata teoria della frequenza genica. I suoi dubbi riguardavano la concezione - articolata da Thomas Hunt Morgan due decenni prima della scoperta del DNA - che i genetisti potessero studiare il nucleo della cellula e sostanzialmente ignorare il citoplasma. A Margulis era nota l'ipotesi della simbiosi come meccanismo evolutivo. Konstantin Mereschkovsky e altri l'avevano proposta subito dopo l'inizio del ventesimo secolo, ma prima degli anni Sessanta - in parte a causa del successo della teoria cromosomica dell'ereditarietà - la simbiosi era stata accantonata sommariamente e addirittura messa in ridicolo. Intorno al 1963, però, il professore di biologia cellulare Hans Ris (con cui Margulis aveva studiato all'università del Wisconsin), pubblicò delle fotografie di DNA all'interno dei cloroplasti, strutture verdi presenti nel citoplasma delle cellule vegetali preposte alla fotosintesi clorofilliana. I cloroplasti stessi assomigliavano a una forma di batteri. Tale osservazione portò Ris a chiedersi se la loro presenza nella cellula non rappresentasse una forma di incorporazione evolutiva.
Nel 1965, per la sua dissertazione di dottorato, Margulis sviluppò una nuova ipotesi simbiotica dalle implicazioni globali per la biologia: le cellule nucleate si sono evolute da rapporti simbiotici tra diversi tipi di batteri. Inoltre, avanzò l'ipotesi che certe strutture cellulari come i cloroplasti e i mitocondri, organuli deputati rispettivamente alla fotosintesi e alla respirazione, fornissero le prove evolutive della simbiosi. Tale teoria non fu accettata con facilità. L'articolo «Origins of Mitosing Cells» (L'origine delle cellule mitotiche) fu rifiutato più di dieci volte prima di essere pubblicato nel Journal of Theoretical Biology nel 1967. Malgrado ciò, Margulis ricevette l'appoggio di J. D. Bernal, l'eminente cristallografo che aveva incluso l'origine della cellula nucleata in una lista di misteri biologici insoluti. Quando Margulis gli mandò un breve scritto, Bernal disse che il problema era stato risolto. «Noi esseri umani e tutte le creature fatte di cellule nucleate», scrisse Margulis in seguito, «siamo probabilmente dei composti, fusioni di esseri un tempo distinti».
Presto, la teoria della simbiogenesi ottenne l'appoggio di altri scienziati. Lo zoologo Kwang W. Leon, dell'università del Tennessee, scoprì che le amebe che stava studiando erano state invase da una forma di batteri. Anche se la maggior parte erano morte, alcune erano sopravvissute e, sorprendentemente, avevano prosperato diventando dipendenti dai batteri insediati al loro interno. Inoltre, fu dimostrato che - proprio come aveva ipotizzato Margulis - la composizione del DNA trovato nei cloroplasti era quasi identica a quella del DNA dei batteri fotosintetici verdi-azzurri e capaci di produrre ossigeno noti come cianobatteri. Le ipotesi di Margulis furono confermate anche dall'analisi delle proteine, del DNA e del sequenziamento dell'RNA.
I risultati delle prime ricerche di Margulis sulla simbiosi furono pubblicati nel 1970 con il titolo Origin of Eukariotic Cells (L'origine delle cellule eucariotiche). Nel corso del decennio che seguì, la teoria fu sviluppata in diverse direzioni da altri ricercatori e il libro fu rivisto e ampliato. Nel 1981, uscì Symbiosis in Cell Evolution (La simbiosi nell'evoluzione cellulare). Il lavoro di Margulis ricevette un riconoscimento pubblico nel 1983, quando Lynn fu eletta membro dell'Accademia Nazionale delle Scienze. Nel frattempo, la teoria fu nominata «Teoria endosimbiotica seriale» (SET) da F. J. Taylor, il quale tentò invano di dimostrarne la falsità. Nella sua versione più recente e più radicale della teoria, Margulis suggerì che certe strutture piliformi trovate nelle cellule, generalmente chiamate «undulipodia» - come le ciglia e le code degli spermatozoi - hanno anch'esse origine simbiotica. Ancora una volta, le sue ipotesi incontrarono la resistenza dei biologi cellulari.
Verso la fine degli anni Ottanta, la SET fu confermata dalla scoperta di plancton unicellulare nelle profondità degli oceani. L'esistenza di «proclorofiti», come vengono definiti tali batteri fotosintetici, covalidò la SET, in quanto essi sono molto simili ai cloroplasti delle alghe verdi e delle piante.
Anche se, sotto un certo aspetto, la SET fu diffusamente accettata, Lynn Margulis divenne una figura provocatoria nel campo della biologia, in parte perché le sue conclusioni sono in contrasto con i dogmi essenziali della teoria dell'evoluzione basata sulla genetica di popolazione. Margulis, infatti, non credeva che l'unità fondamentale dell'evoluzione definita «individuo» fosse fissa e rigida. Secondo la sua concezione, gli individui - tutti gli organismi più grandi dei batteri (animali, piante, funghi, ecc.) - sono sistemi simbiotici, ovvero comunità microbiche strettamente integrate, che nel 1991 chiamò "olobionte" (dal greco "unità del complesso della vita"). Inoltre, Margulis dubitava che le specie si evolvano solo attraverso l'accumulo di mutazioni casuali, ma riteneva che la maggior parte delle specie derivasse da antenati che hanno accumulato simbionti batterici, suggerendo che «la fonte principale di novità evolutive è l'acquisizione di simbionti» e che poi «tutto viene gestito dalla selezione naturale. Non si tratta mai esclusivamente dell'accumulo di mutazioni».

### L'ipotesi di Gaia
Recentemente, Margulis divenne una convinta sostenitrice dell'«ipotesi di Gaia», originariamente formulata da James E. Lovelock, che afferma che la Terra nel suo insieme è un sistema vivente. Questa teoria, piuttosto controversa, non ha ottenuto un diffuso riconoscimento. Tuttavia, Margulis sottolineò che essa rappresenta un ulteriore passo verso la detronizzazione degli esseri umani come creature privilegiate nell'universo. «L'Homo sapiens non è saggio in virtù del nome che si è auto-assegnato», ha scritto; «Per me la specie puzza di arroganza pregna di ignoranza».

### La Margulis e la religione
Malgrado i dubbi sulla completezza della teoria della selezione naturale, Margulis non ha proposto alcuna spiegazione in termini spirituali. Anzi, ha scritto che il suo «rifiuto dell'insensatezza giudaico-cristiana è completo - sull'Islam ne so meno, ma so che il Corano propugna la morte dell'infedele. Per me, la passività del Buddhismo evoca una stagnante rassegnazione. Ammetto le mie convinzioni: tutte le religioni organizzate sono inganni istituzionalizzati, imbrogli condivisi e selvaggio e derisivo tribalismo».

## Opere e pubblicazioni
Lynn Margulis fu una professoressa emerita di biologia all'università del Massachusetts, ad Amherst. Inoltre fu autrice di più di centotrenta articoli e di una dozzina di libri, alcuni indirizzati a un pubblico profano. Five Kingdoms: An Illustrated Guide to the Phyla of Life on Earth (I cinque regni: guida illustrata ai phyla della vita sulla terra), scritto in collaborazione con Karlene V. Schwartz, è basato su una tassonomia originariamente proposta da Ernst Haeckel, che smontava la dicotomia pianta/animale; recentemente, è stato curato da Robert Whittaker. Margulis collaborò con il figlio maggiore, Dorion Sagan, alla stesura di diversi libri: Origins of Sex: Three Billion Years of Genetic Recombination (Le origini del sesso: tre miliardi di anni di ricombinazione genetica); Garden of Microbial Delights (Il giardino delle delizie microbiche); Microcosmos (in italiano: Microcosmo: dagli organismi primordiali all'uomo: un'evoluzione di quattro miliardi di anni, Trad. di Lucia Maldacea, Premessa di Lewis Thomas, Milano, A. Mondadori, 1989); Mystery Dance: On the Evolution of Human Sexuality (in italiano: La danza misteriosa : perché siamo animali sessuali, Trad. di Sylvie Coyaud, Milano, CDE, 1992) e What is Life? (Cos'è la vita?).
È deceduta nel 2011 all'età di 73 anni.